# Коцюры
Коцюры (укр. Коцюри́) — село в Ковельском районе Волынской области Украины. Административный центр Вишневской сельской общины.
До 2020 года входило в Любомльский район.
Код КОАТУУ — 0723380404. Население по переписи 2022 года составляет 287 человек. Почтовый индекс — 44300. Телефонный код — 3377. Занимает площадь 1,18 км².